# Rybáře (Karlovy Vary)
Rybáře (německy Fischern) jsou do počtu obyvatel druhou největší místní částí Karlových Varů. Jsou začleněny do infrastruktury města, a tvoří tak společný celek. Geograficky se dají Rybáře považovat za centrum města. Součástí čtvrti jsou dvě panelová sídliště – Čankovská a Růžový Vrch. Ve čtvrti se nachází Horní nádraží města, přírodní koupaliště Rolava, kostel Povýšení sv. kříže, kostel svatého Urbana a vzorkovna bývalé porcelánky Karla Knolla.
Název Rybáře (původně Wisshern nebo Fischern) odkazuje na původní povolání zdejších obyvatel. Původ názvu Růžový vrch (Rosenbühl) jako součásti Rybář není zcela jasný. Pravděpodobné je, že zde původně byl sad růží nebo zde rostly růžové keře. Možné je také pojmenování podle růžového zbarvení vrchu během východu, respektive západu slunce.

## Historie
Nejstarší zmínka o Rybářích pochází z roku 1290. Původně obec patřila k farnosti v Sedleci. V roce 1511 byly Rybáře odkázány rytířem ze Štampachu Karlovým Varům, V 16. století přešly Rybáře do vlastnictví Šliků, ke Karlovým Varům se opět přičlenily po potlačení stavovského povstání. Obec byla především během 17. století často ovlivňována průchozími vojsky, které podle císařského verdiktu nemohla vstupovat do lázeňského města. Kromě rabování způsobila armáda například v roce 1641 požár, při kterém vyhořely téměř všechny domy. Protesty místního obyvatelstva vedly až k povstání sedláků a rybářů v roce 1680, které bylo potlačeno. Válečná tažení, která přetrvávala i v 18. století, zamezovala rozvoji obce. Intenzivní rozvoj byl započat až s otevřením Buštěhradské dráhy v roce 1871, kdy se mimo jiné začal rozvíjet Růžový vrch. Rozvoj, který s sebou nesl výstavbu domů a růst populace trval až do druhé světové války, kdy se mimo Růžového vrchu vyprofilovalo také Staré město (území okolo kostela sv. Urbana) a Nové město (situované pod Horním nádražím). Dne 12. června 1897 byly Rybáře povýšeny na město nejvyšším rozhodnutím císaře F.Josefa I. Koncem 19. století vznikl na Růžovém vrchu také hřbitov, který doplnilo 1933 krematorium podle návrhu Ericha Langhammera. Hřbitov byl po roce 1940 přesunut na druhou přilehlou stranu krematoria. Součástí Karlových Varů se definitivně staly Rybáře v roce 1939. České označení se začalo používat na začátku 20. století.

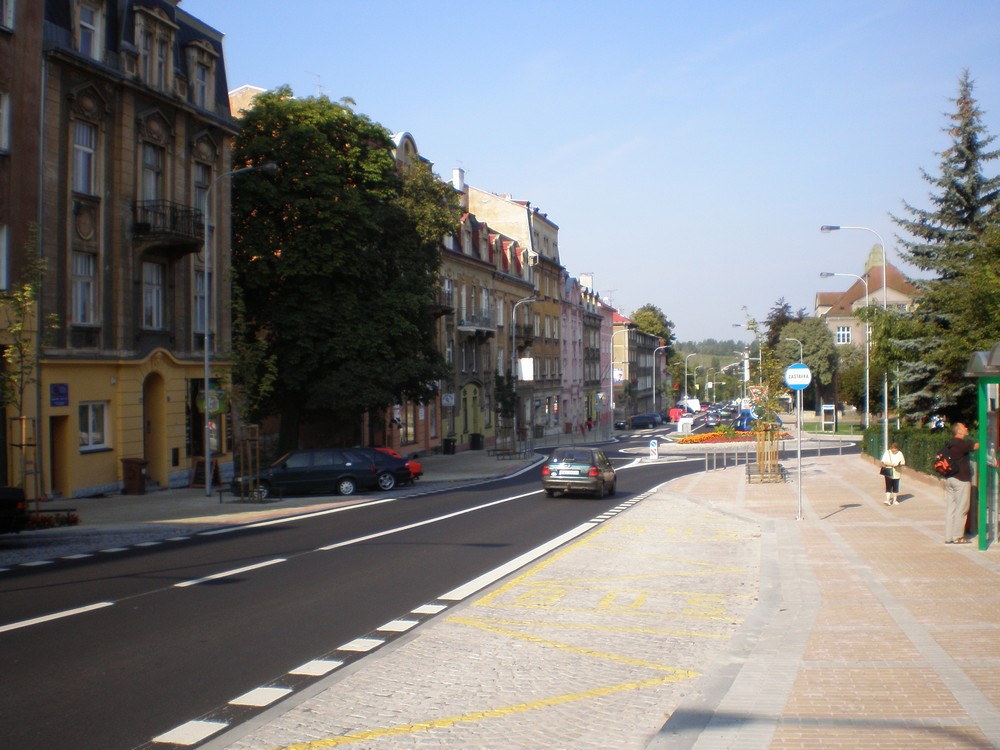
Sokolovská ulice

Německé obyvatelstvo během druhé světové války věřilo, že se bombardování Karlových Varů a Rybářů vyhne. V září roku 1944 bylo město poprvé bombardováno, když bylo vybráno pro nálet jako náhradní cíl za město Most. V Rybářích byly poškozeny převážně budovy v okolí Chebského mostu. Během druhého bombardování 17. dubna 1945 nebyly řádně zasaženy plánované cíle Horní nádraží a trať vedoucí do Staré Role. Oprava trati by netrvala déle než jeden týden. Poslední a nejničivější nálet nastal 19. dubna 1945. Při náletu bylo zničeno nádraží včetně kolejiště, domy mezi nádražím a Chebským mostem, trať do Staré Role s viaduktem, ulice Dolní Kamenná, vily pod rybářským pivovarem a také k Rybářům přilehlé Tuhnice. Na Růžovém vrchu byla zasažena chudinská čtvrť. Poškozené domy byly v poválečných letech odstřeleny a demolovány. V 60. letech byly v ulicích Sokolovská, Šmeralova a Hybešova vybudovány nové činžovní domy. Vybombardovaný prostor mezi Chebským mostem a budovou magistrátu v blízkosti nádraží sloužil až do roku 1987 jako náměstí. V roce 1988 byl tento prostor částečně vyplněn nově budovaným průtahem města Karlovy Vary.

### Panelová sídliště

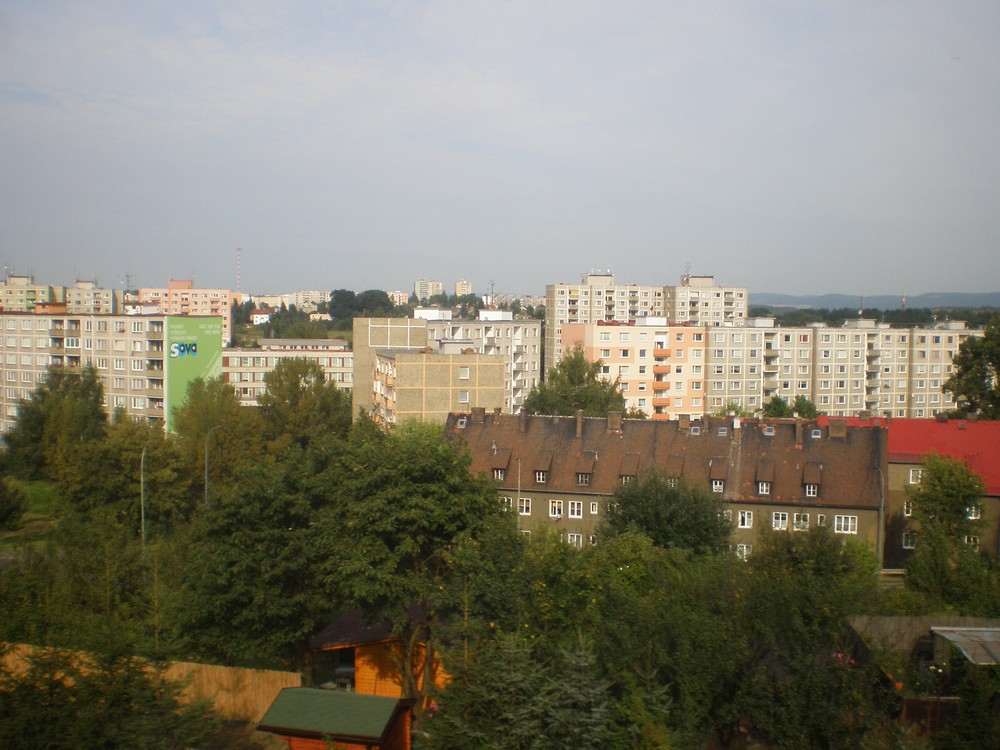
Sídliště Čankovská

V Rybářích se nachází dvě panelová sídliště: Růžový vrch a Čankovská. Jako první se začalo stavět sídliště Růžový vrch v sedmdesátých letech 20. století.
Výstavba sídliště Růžový vrch byla zahájena v roce 1970. Frekventovanými byty jsou 2+1 a 3+1. Nejdříve se stavěla východní část sídliště s občanskou vybaveností (obchod, škola aj.). Nejvyšší panelové budovy byly dostavěny v roce 1984 a v roce 1986 bylo sídliště dostavěno. Sídliště navrhl architekt Luděk Vystyd. Na sídlišti dnes bydlí přibližně 2800 obyvatel.
Vysoký počet nevyřízených žádostí o byt vedl ke stavbě sídliště Čankovská. Sídliště se nachází v severozápadní části Rybář. Z důvodu nedostatku rozvojových ploch byla zvolena lokalita s nevhodným kaolinovým podložím, které mělo vliv na urbanistickou kompozici. Záměr postavit sídliště Čankovská byl schválen v roce 1976. První byty byly připraveny k užívání v roce 1981, občanská vybavenost byla ale dokončena až v roce 1984 (např. školka, samoobsluha, knihovna aj.). Poslední byty byly dokončeny v roce 1990. Sídliště navrhl architekt Bohumil Kuba. Na sídlišti bydlí přibližně 4000 obyvatel.

## Obyvatelstvo
Při sčítání lidu v roce 1921 ve čtvrti žilo 9 977 obyvatel (z toho 4 707 mužů), z nichž bylo 380 Čechoslováků, 9 276 Němců, 24 Židů, pět příslušníků jiné národnosti a 292 cizinců. Převažovala římskokatolická většina (9 320 osob). Kromě ní bylo 279 lidí evangelíky, dva příslušníky církve československé, židů bylo 283, třicet lidí patřilo k nezjišťovaným církvím a 63 jich bylo bez vyznání. Podle sčítání lidu z roku 1930 měly Rybáře 11 769 obyvatel: 999 Čechoslováků, 10 348 Němců, 29 Židů, patnáct příslušníků jiné národnosti a 378 cizinců. Stále převažovala římskokatolická většina. Počet evangelíků vzrostl na 343, členů církve československé bylo 117, židů 292, k pravoslavné církvi se hlásilo osmnáct lidí, devatenáct lidí k nezjišťovaným církvím a 604 jich bylo bez vyznání.
| Rok            | 1869  | 1880  | 1890  | 1900  | 1910   | 1921  | 1930   | 1950  | 1961  | 1970  | 1980  | 1991   | 2001   | 2011   | 2021  |
| -------------- | ----- | ----- | ----- | ----- | ------ | ----- | ------ | ----- | ----- | ----- | ----- | ------ | ------ | ------ | ----- |
| Počet obyvatel | 1 479 | 3 411 | 5 237 | 8 234 | 10 579 | 9 977 | 11 769 | 5 368 | 6 749 | 6 629 | 7 811 | 12 820 | 12 025 | 10 191 | 9 204 |
| Počet domů     | 80    | 144   | 207   | 319   | 390    | 419   | 552    | 477   | 477   | 484   | 488   | 577    | 634    | 661    | 661   |

## Společnost

### Volnočasový areál Rolava
Bohaté volnočasové vyžití nabízí v Rybářích volnočasový areál Rolava. V areálu se často konají kulturní a sportovní akce. Nachází se zde přírodní koupaliště, in-line dráha, hříště pro plážový volejbal, víceúčelové hřiště, workoutové hřiště, kuličkové hřiště, tenisové kurty, dětská hřiště, lanové centrum nebo prvky pro seniory. V roce 2016 vznikla studie na další rozvoj areálu. V budoucnu by mohl doplnit areál amfiteátr, bazén, restaurace nebo kemp. S modernizací areálu je spojena také otázka budoucího zpoplatnění pro veřejnost.

### Malý park Rybáře
V roce 2010 byl otevřen namísto původních zahrádek v Rybářích také Malý park Rybáře. Je jedním z nejmenších parků ve městě. Jeho vznik iniciovali obyvatelé města. V parku je umístěna socha patrona čtvrti.
V Rybařích se nachází také pobočky městské knihovny na Čankovské a na Růžovém vrchu.

## Doprava a aglomerace

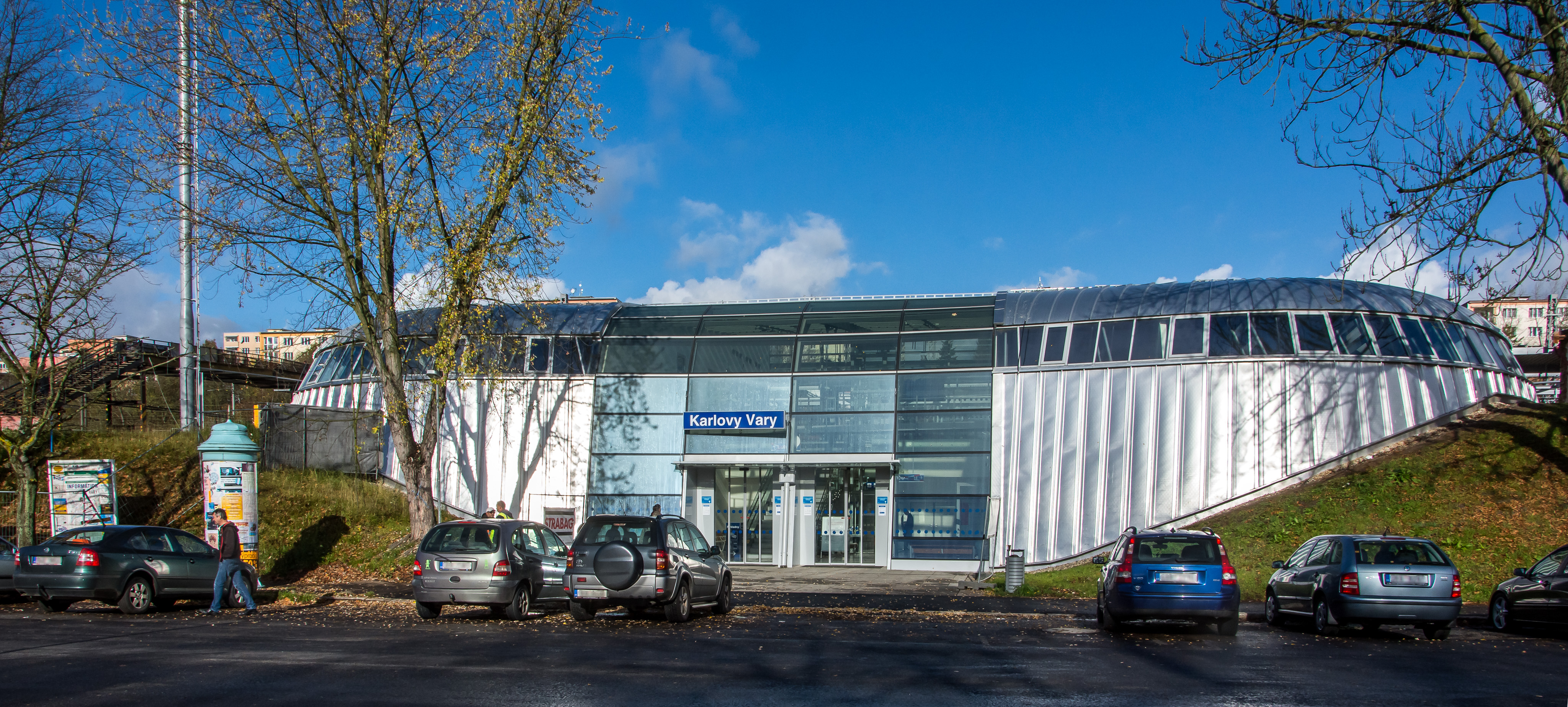
Horní nádraží

V jižní části prochází rychlostní komunikace I/6, vedoucí po břehu řeky Ohře.
Městskou částí prochází významná dopravní tepna města, ulice Sokolovská, která je napojena na rychlostní komunikaci I/6. Ulice je lemována historickými budovami a nachází se zde i keramická škola, okresní archiv a bývalý pivovar.
Nachází se zde také jedno ze dvou karlovarských nádraží. Horní nádraží je centrální železniční uzel kraje. Prochází tudy železniční trať Chomutov–Cheb. Nádraží budova byla poměrně zchátralá a původně provizorně postavená po vybombardování Horního nádraží spojeneckými vojsky za druhé světové války. Od roku 2006 byla plánována kompletní rekonstrukce nebo přestavba, ale kvůli průtahům v jednání s investorem situace zůstala dlouho na mrtvém bodě. V roce 2015 začala demolice budov a nová nádražní budova měla být dokončena v roce 2016.
Poblíž rychlostní komunikace se také nachází starý zimní stadion a přilehlá obchodní centra.

## Památky
- Kostel Povýšení svatého Kříže
- kostel sv. Urbana ze 13. století (kompletní rekonstrukce, 2013)
- vzorkovna porcelánu – technická památka, součást bývalé porcelánky Karla Knolla

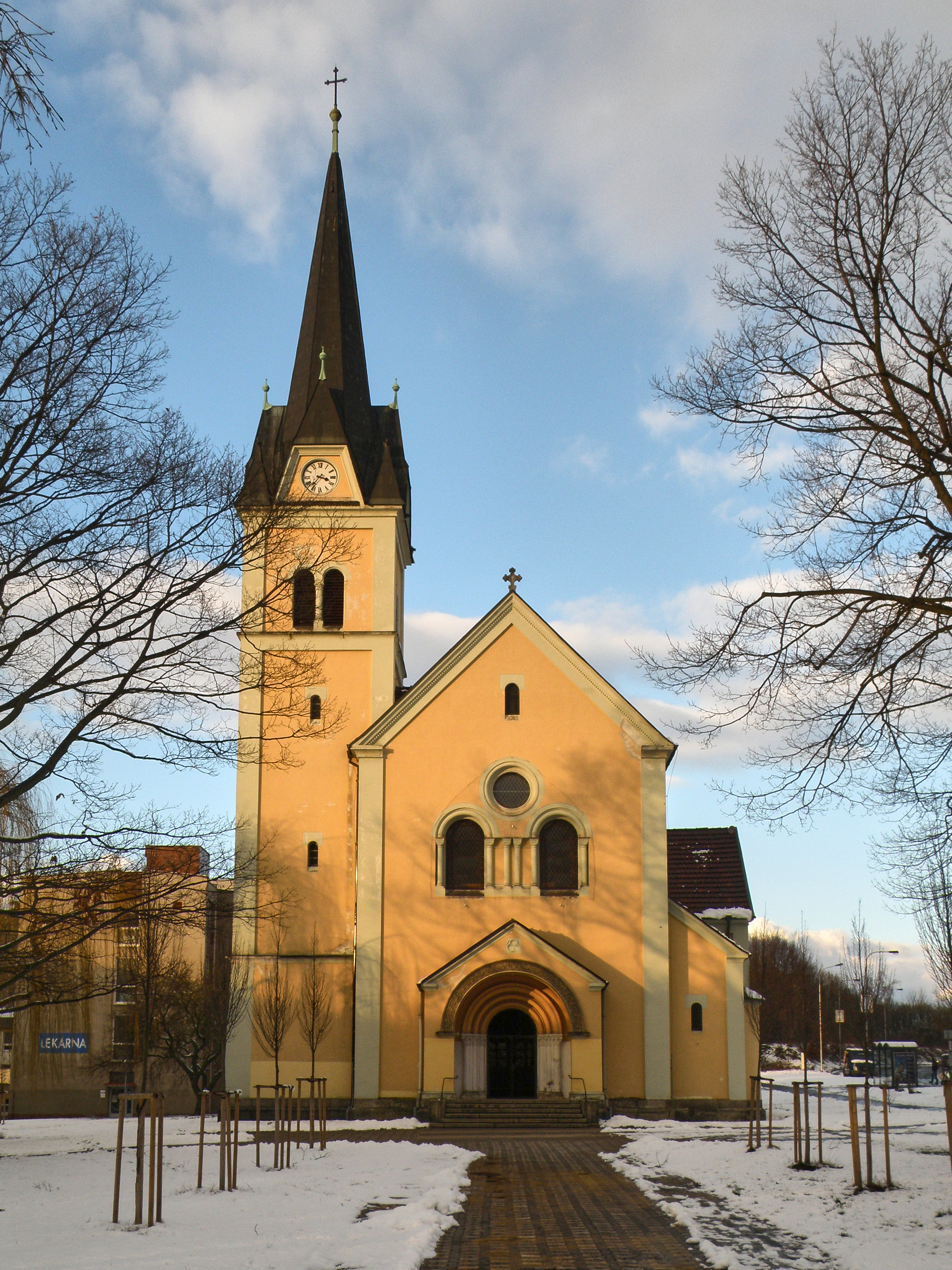
Kostel Povýšení sv. Kříže v Rybářích
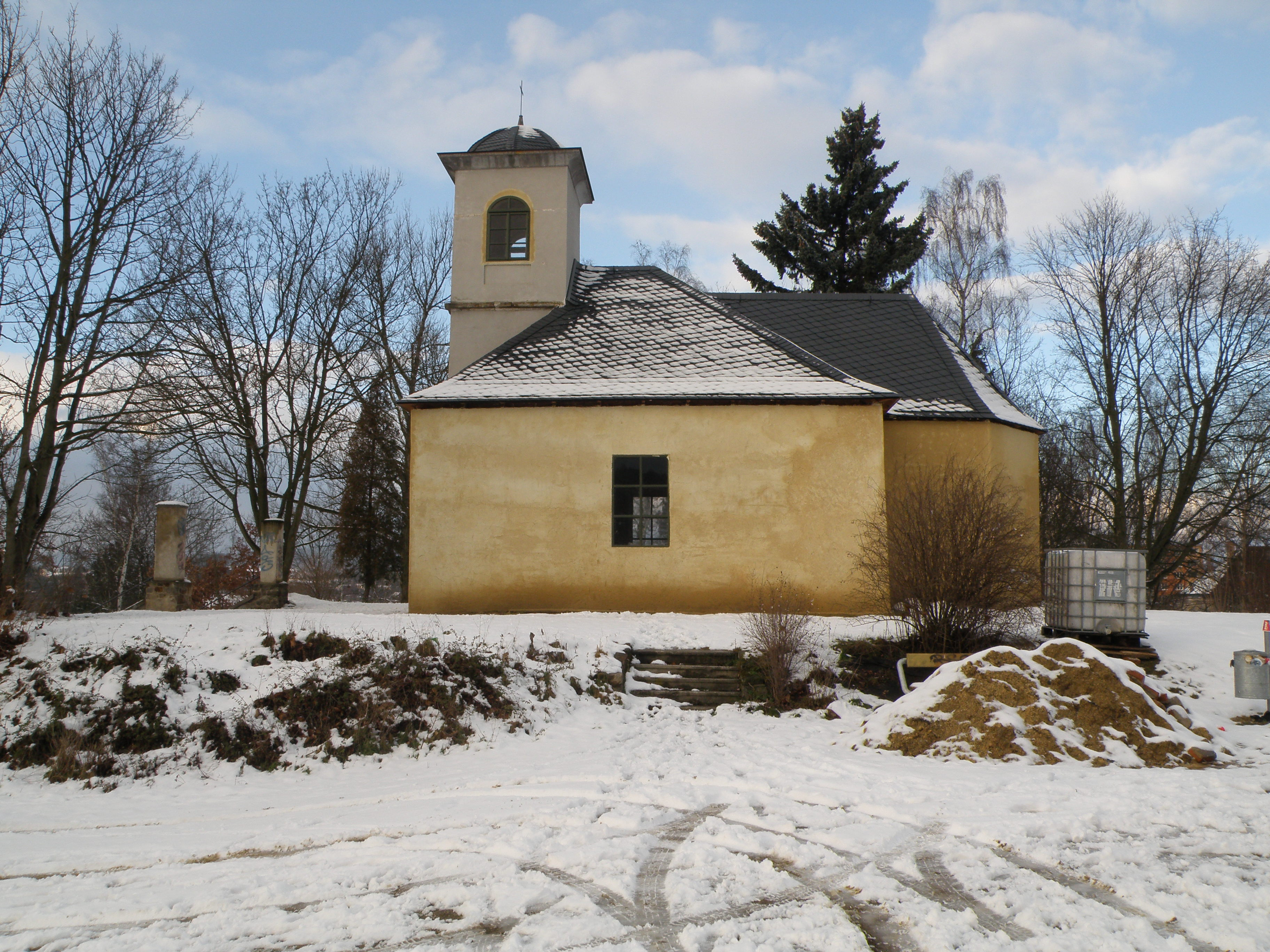
Kostel sv. Urbana (stav 2018)
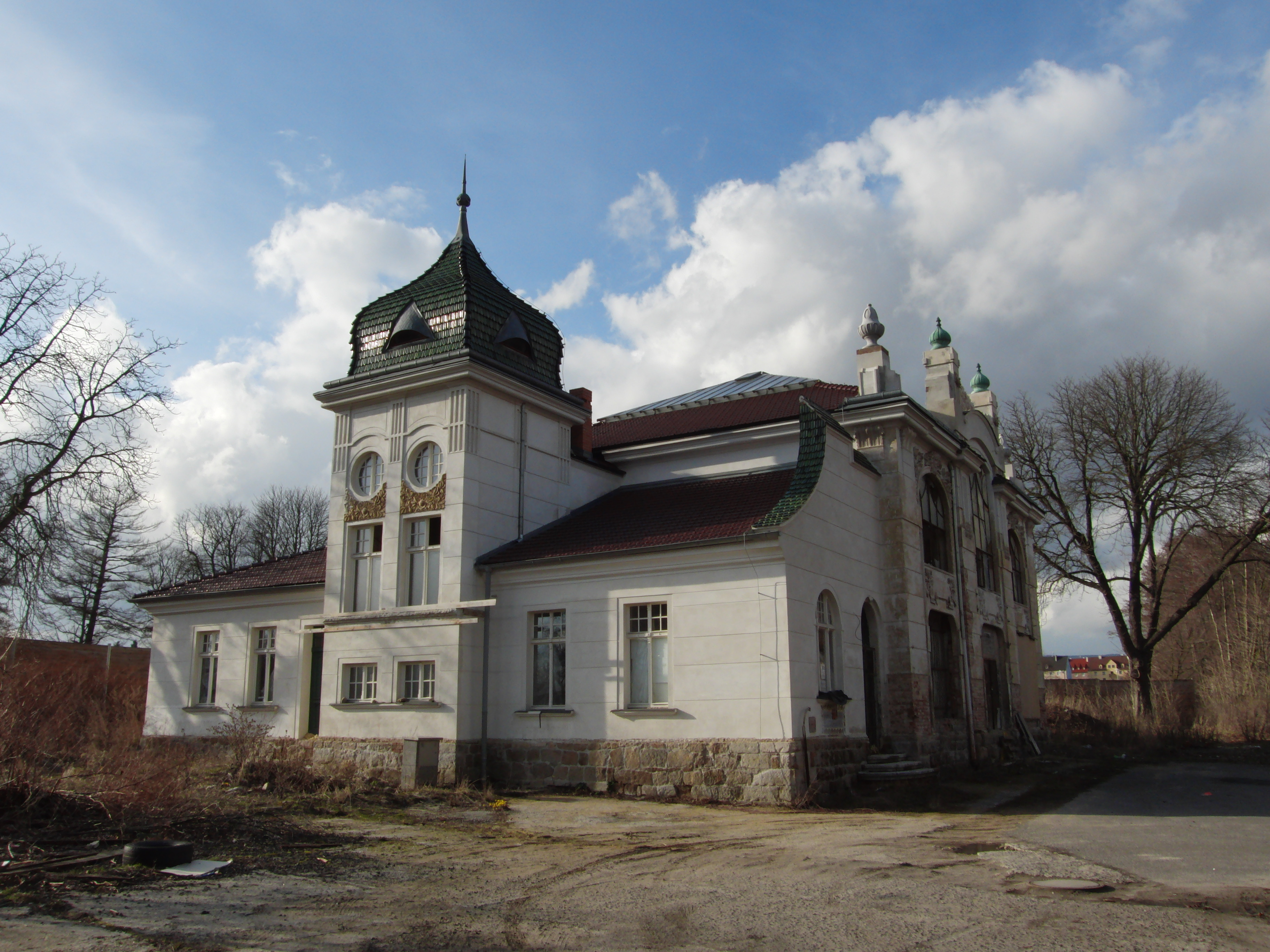
Vzorkovna porcelánu bývalé porcelánky Karla Knolla